# Strongylosoma horticolum
Strongylosoma horticolum är en mångfotingart som beskrevs av Carl Graf Attems 1909. Strongylosoma horticolum ingår i släktet Strongylosoma och familjen orangeridubbelfotingar. Inga underarter finns listade i Catalogue of Life.